# Hoitovirhe
Hoitovirhe är ett musikalbum från 2004 av den finländska metalgruppen Turmion Kätilöt. Det var gruppens första album och gavs ut den 20 maj på skivbolaget Ranka Recordings. En musikvideo spelades in till Verta ja lihaa. "Hoitovirhe" betyder "felbehandling".

## Låtlista
1. Teurastaja
2. Lepositeet
3. Paha ihminen
4. Verta ja lihaa
5. Pimeyden morsian
6. Seinä
7. Liitto
8. 4 Käskyä
9. Rautaketju
10. Osasto-A
11. Kärsi